# 高森玄
高森 玄（たかもり げん、1941年〈昭和16年〉4月30日 - 1995年〈平成7年〉11月27日）は日本の元俳優、元歌手。本名および旧芸名は高橋 俊行（たかはし としゆき）。デビュー当時の芸名は高城 裕二。

## 来歴・人物
宮城県出身。宮城県築館高等学校卒業、千葉商科大学中退後、「高城 裕二」の芸名で映画デビュー。
1964年（昭和39年）に東映東京の制作による数本の映画に脇役として出演した後に俳優業から離れたが、数年間のサラリーマン生活を経て、新宿を拠点に活動していた「劇団世代」に入団、本名の「高橋 俊行」を新たな芸名として1967年（昭和42年）に俳優業へ復帰。
1968年（昭和43年）に東映京都テレビプロダクション制作のテレビ時代劇『俺は用心棒』の続編『待っていた用心棒』のレギュラーに抜擢（）され、無表情で無愛想だがさりげない優しさも見せる氏素性の不明な浪人『狂犬』を演じた。
1970年（昭和45年）に芸名を「高森 玄」と改め、五社英雄が演出を手がける『新 三匹の侍』にレギュラー出演し、二刀流の達人・楓源三郎を演じた。芸名は1975年（昭和50年）に再び本名の「高橋俊行」へ戻している。
レギュラーを務めたテレドラマ『待っていた用心棒』、『五人の野武士』、『新 三匹の侍』では善役を演じ、その後は悪役を中心に活動。歌手としても、1969年（昭和44年）にベトナム戦争の反戦歌であるシングルレコード「なんにもしねえのによ」をCBSソニーより出している。渡辺アーチストクラブ、極東エージェンシー、劇団世代、コヒナタ企画、志母沢事務所、サン・オフィス、葉山事務所などの所属を経て、1976年（昭和51年）頃、『新三匹の侍』で共演経験のある安藤昇が社長を務めていた芸能事務所「安藤企画」に移籍。1978年（昭和53年）を最後に出演作品がなく、その頃に引退したとものと思われる。

## エピソード
1970年9月に受けたインタビューによれば、当時は過去7年で十数回という引越し魔（その後は5年間で2回の引越し）。極端な引越し好きは、少年時代より剣道や乗馬などを厳しく仕込まれて鍛えられた父親（元軍人）への反発・反動から来ているのかもしれないと自己分析。「無拘束」の証しらしいとのこと。
大の酒好きで、『新 三匹の侍』撮影期間中は京都での滞在先に、いい酒を飲める店が近所にあるという立地条件から木屋町の旅館を選んだ。撮影が休みの日は朝から飲むこともあったという。

## 出演作品

### テレビドラマ
- 高橋俊行 名義（1967 - 1970年、1975 - 1978年）
  - 愛の装飾（1967年、ABC）
  - とぼけた奴ら 第7話「殺し屋が霊柩車でやって来る」（1967年、NET / 東映）
  - 特別機動捜査隊 第317話「秘められた怒り」（1967年、NET / 東映東京） - 北村謙
  - 待っていた用心棒（1968年、NET / 東映京都） - 狂犬  ※レギュラー
  - 追いつめる（1968年、CX） - 乗松刑事 ※三橋達也版
  - 五人の野武士（1968年、NTV / 三船プロダクション） - 山中三太夫 役 ※レギュラー
  - 花子ちゃん（1968年 - 1969年、CX）
  - ライオン奥様劇場 （CX）
    - 香華（1969年）
    - 夜のかげろう（1970年） - 牧野夏彦

  - さすらい（1969年、TBS / 大映テレビ室）
  - 無用ノ介 第12話「処刑前無用ノ介は走る」（1969年、NTV / 国際放映） - 夜鴉の青次
  - 東京バイパス指令 第47話「屠殺者」（1969年、NTV / 国際放映、東宝）
  - 新 平四郎危機一発（1969年 - 1970年、TBS） ※宝田明版
    - 第3話「ハイヒールに手を出すな」 - アダチ組の東野
    - 第14話「足のある幽霊」 - 工藤

  - 夫よ男よ強くなれ 第4話「さぁ離婚しましょう」（1969年、NET）
  - 水戸黄門（TBS / C.A.L）
    - 第1部 第14話「叛逆者の群れ・讃岐」（1969年） - 桜井
    - 第8部 第29話「妖雲晴れた桜島・鹿児島」（1978年） - 重富弥一郎

  - 右門捕物帖 第9話「九番手柄 浮世絵三人娘」（1969年、NTV / 東宝） - 田宮京之介  ※中村吉右衛門版
  - 怪奇ロマン劇場 第22話「呪われた唇」（1969年、NET / 東映） - 川島一郎
  - 大岡越前 第1部 第3話「謎の父子鶴」（1970年、TBS / C.A.L） - 沼田藤十郎
  - 銭形平次 第500話「愚かな母」（1975年、CX / 東映） - 寅五郎
  - 同心部屋御用帳 江戸の旋風II 第15話「けなげな女房」（1976年、CX / 東宝）
  - Gメン'75 第75話「刑事を捨てた刑事」（1976年、TBS / 東映） - 青戸
  - 遠山の金さん 第68話「いかさま稼業」 （1977年、NET / 東映） - 橋本

- 高森 玄 名義（1970 - 1975年）
  - 新 三匹の侍（1970年、CX / 松竹） - 楓源三郎 ※レギュラー
  - 男は度胸 （1970年 - 1971年、NHK）
  - 水戸黄門（TBS / C.A.L）
    - 第2部 第27話「密命おびて・萩」（1971年） - 牧口軍兵衛
    - 第3部
      - 第1話「南から来た密使・水戸」（1971年） - 司馬丹三郎
      - 第19話「姿なき復讐・徳島」（1972年） - 黒田弥九郎
      - 第28話「暗雲晴れて・薩摩・江戸」（1972年） - 司馬丹三郎（回想シーンのみ）

    - 第5部 第8話「一寸の虫にも五分の魂・金沢」（1974年） - 横井源之丞
    - 第6部 第18話「紙を喰う虫・高知」（1975年） - 孕石蔵人

  - レッツ・ゴー・ミュンヘン! 第4話「狼との対決」（1971年、12ch / 東宝）- 中野正己
  - 大岡越前（1970年 - 2006年、TBS / C.A.L）
    - 第2部 第14話「呪われた鎧」（1970年） - 坂田大二郎
    - 第3部
      - 第18話「過去を逃れて」（1972年）
      - 第27話「死の匂いのする花」（1972年） - 鮫島五郎兵ヱ

  - 怪奇十三夜 第9話「怪猫美女屋敷」（1971年、NTV / ユニオン映画） - 小田切陣内
  - 笹沢左保 峠シリーズ 第4話「鬼首峠に棄てた鈴」（1972年、CX / C.A.L） - 桜井小平太
  - 紫頭巾 第4話「秘剣 朝焼けの空に斬る」（1972年、12ch / 松竹） - 椿京十郎
  - 荒野の素浪人（1972年 - 1973年、NET / 三船プロダクション）
    - 第1シリーズ 第35話「復讐 咆えろ廃墟の宿」（1972年） - 熊沢源九郎
    - 第1シリーズ 第45話「死闘 傷だらけの駒木峠」（1972年） - 寺本源七
    - 第2シリーズ 第7話「怒号の刃」（1974年） - 島田文蔵

  - 剣道一本（1972年、CX / 国際放映） - 村木  ※レギュラー
  - おんな組アクション控 第13話「火の用心に御用心」（1972年、12ch / C.A.L）
  - さすらいの狼 第21話「陰謀の果て」（1972年、NET / 東映）
  - 荒野の用心棒 第12話「群狼の宿に愛と死の花が散って…」 （1973年、NET / 三船プロ） - 御堂伴助
  - 剣客商売 第16話「御老中毒殺」（1973年、CX / 東宝） - 大澤傳十郎 役 ※加藤剛版
  - 必殺仕置人 第18話「備えはできたいざ仕置」（1973年、ABC / 松竹） - 加納十兵衛
  - 旅人異三郎 第26話「惜別の舞に心が騒いだ」（1973年、12ch / 三船プロ） - 新十郎
  - 江戸を斬る 梓右近隠密帳 第4話「忠弥槍の別れ」（1973年、TBS / C.A.L） - 工藤右馬介
  - 狼・無頼控 第6話「舞姫無残」（1973年、MBS / 映像京都）
  - 唖侍 鬼一法眼 第11話「怒濤の兄弟」（1973年、NTV / 勝プロ） - 山形作之助
  - 太陽にほえろ! （1972年 - 1986年、NTV / 東宝）
    - 第86話「勇気ある賭け」（1974年） - 青木トシオ
    - 第135話「ある敗北」 （1975年） - 殺し屋

  - 白い牙 第5話「人間標的・有光洋介」（1974年、NTV / 大映テレビ） - 売春組織の組員
  - おしどり右京捕物車 第15話「虜」（1974年、ABC / 松竹） - 為治
  - 電人ザボーガー 第18話「必殺アームガン・グリーンベレー」（1974年、CX / ピー・プロダクション） - グリーンベレー人間態
  - 鞍馬天狗 第1話「御存知鞍馬天狗」（1974年、NTV / 東宝） - 瀬川 役 ※竹脇無我版
  - 破れ傘刀舟悪人狩り（1974年 - 1977年、NET / 三船プロダクション）
    - 第4話「毒花は散った」（1974年） - 本多
    - 第10話「三匹のカラス」（1974年） - 榊権之助
    - 第42話「愛の残影」（1975年） - 黒部達之助

  - 丹下左膳（1974年 - 1975年、YTV / C.A.L） - 柳生津島守 ※高橋幸治版
    - 第9話「妻恋坂」（1974年）
    - 第14話「凧々あがれ」（1975年）
    - 第15話「白い雲の果て」（1975年）

### 映画
- 高城裕二 名義
  - 東京ギャング対香港ギャング（1964年、東映東京） - 石塚
  - どろ犬（1964年、東映東京） - 安田刑事
  - 銃殺 2・26の叛乱（1964年、東映東京） - 坂口直陸軍中尉
  - 廓育ち（1964年、東映東京） - 修治
  - いれずみ突撃隊（1964年、東映東京） - 岩山分哨長

- 高橋俊行 名義
  - 日本海大海戦（1969年、東宝） - 永田少佐[3]
  - やくざ非情史 血の決着（1970年、日活） - 金沢一家の金沢宗一
  - 沖縄「第1部・第2部」（1970年、「沖縄」製作上映委員会） - 反米破壊活動家・知念明
  - トラック野郎・天下御免（1976年、東映東京） - 上田 役[4][5]
- 高森玄 名義
  - 3000キロの罠（1971年、東宝）
  - 花と龍 「青雲篇」「愛憎篇」「怒濤篇」（1973年、松竹） - 大砲 ※渡哲也版
  - 新座頭市物語 笠間の血祭り（1973年、東宝） - 代官の用心棒・貝塚玄十郎 ※勝新太郎版
  - 無宿人御子神の丈吉 黄昏に閃光が飛んだ（1973年、東宝） - 唐蔵一家の代貸・佐平
  - 告訴せず（1975年、東宝） - 刑事

### 舞台
- 東宝歌舞伎錦秋特別公演『沓掛時次郎』（1973年、東京宝塚劇場） - 大野木百助  ※高森玄 名義

### CM
- タケダ男性化粧品「武田フォーメン」（1969年、武田薬品）※アフターシェーブローション、ヘアトニック製品

## 音楽作品
- シングルレコード
  - 「なんにもしねえのによ / 廃虚のひかり」（1969年、作詞・作曲：久野木順、CBSソニー） ※高橋俊行 名義

## 脚註
1. 1 2 3  『日本タレント年鑑』 昭和45年度版、日本タレント年鑑刊行会、1970年、[要ページ番号]頁。
2. 1 2 3  『朝日新聞 TVすぽっと』（1970年9月7日）
3. ↑  東宝特撮映画全史 1983, p. 537, 「主要特撮作品配役リスト」
4. ↑  鈴木則文、宮崎靖男、小川晋『映画「トラック野郎」大全集：日本最後のアナーキー・プログラム・ピクチャーの伝説』洋泉社〈別冊映画秘宝 洋泉社MOOK〉、2010年、65頁。ISBN 978-4-86248-468-0。
5. ↑  杉作J太郎、植地毅『トラック野郎 浪漫アルバム』徳間書店、2014年。ISBN 978-4-19-863792-7。31頁では、上田役は高橋利道となっている。前掲の『映画「トラック野郎」大全集』 65頁では、高橋利道の役名は「？」となっている（不明の意）。

## 参考資料
- 日本タレント名鑑
- 朝日新聞
- テレビドラマデータベース